# Cheilanthes discolor
Cheilanthes discolor là một loài dương xỉ trong họ Pteridaceae. Loài này được Griff. mô tả khoa học đầu tiên năm 1844.
Danh pháp khoa học của loài này chưa được làm sáng tỏ. 